# Inagi (Tokio)
Inagi (稲城市 Inagi-shi?) es una ciudad ubicada en el centro-sur de Tokio Occidental, la parte occidental de la Metrópolis de Tokio, Japón. La vecina ciudad de Kawasaki en la prefectura de Kanagawa la rodea de sur a este.
Según datos del 2010, la ciudad tiene una población estimada de 84.072 habitantes y una densidad de 4.680 personas por km². El área total es de 17,97 km².
La ciudad fue fundada el 1 de noviembre de 1971, cuando fue ascendido de pueblo del distrito de Minamitama. Inagi fue originalmente una villa fundada el 1 de abril de 1889 y ascendido el 1 de abril de 1957 como pueblo.
Su relieve está dominado por las colinas de Tama al noreste. El río Tama recorre la ciudad.

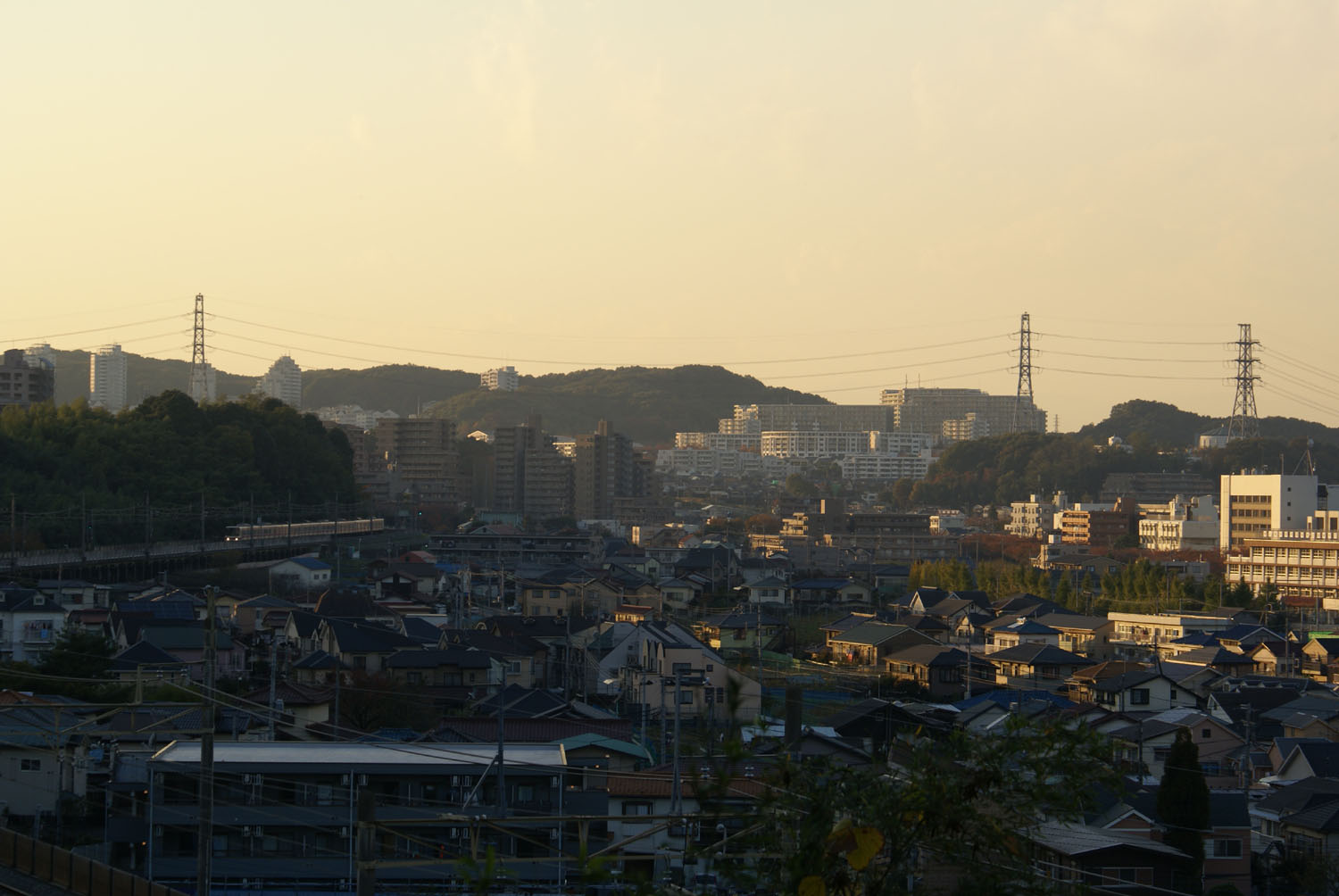
Paisaje de Inagi

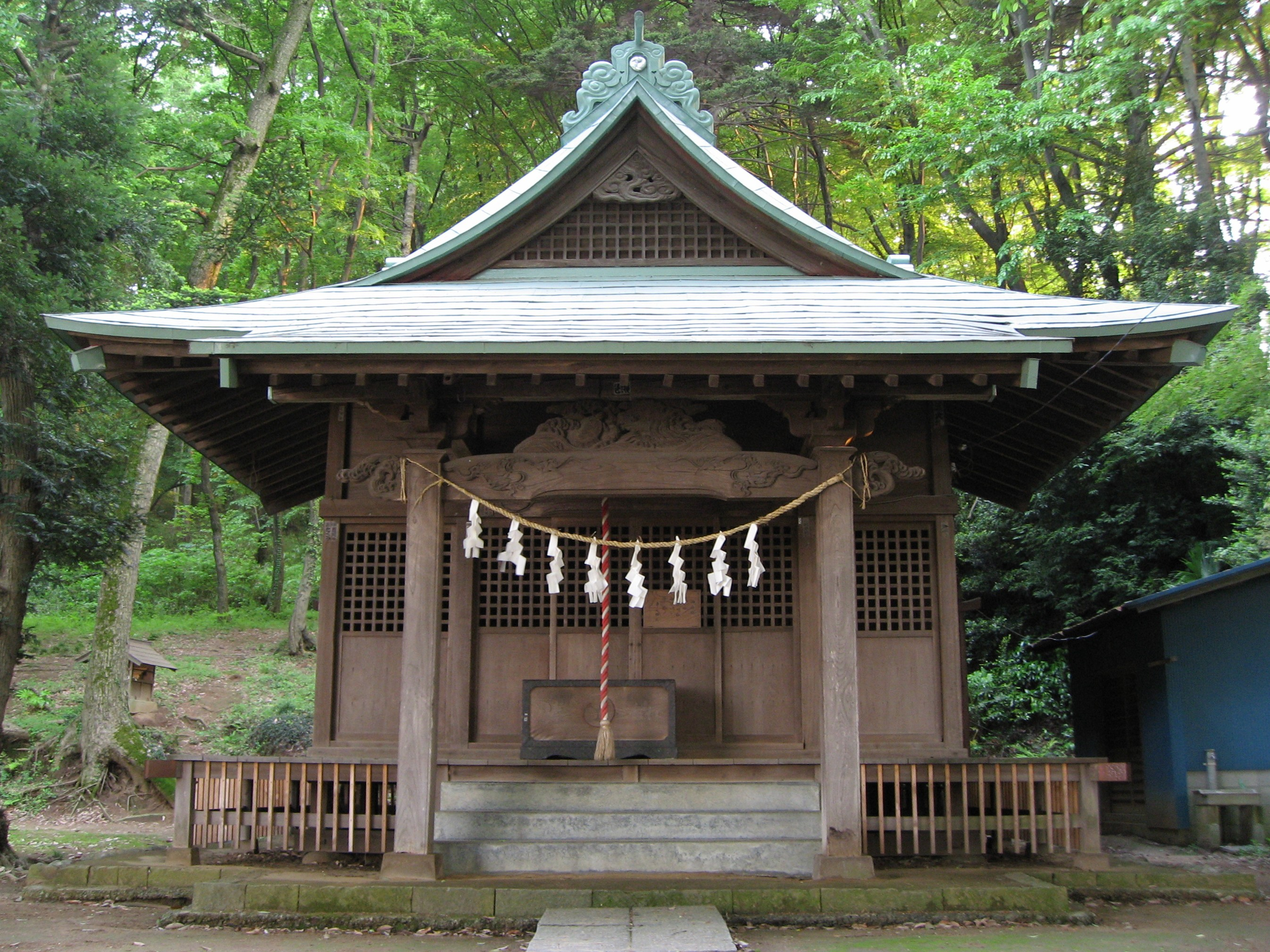
Santuario Ōmatono Tsunoten

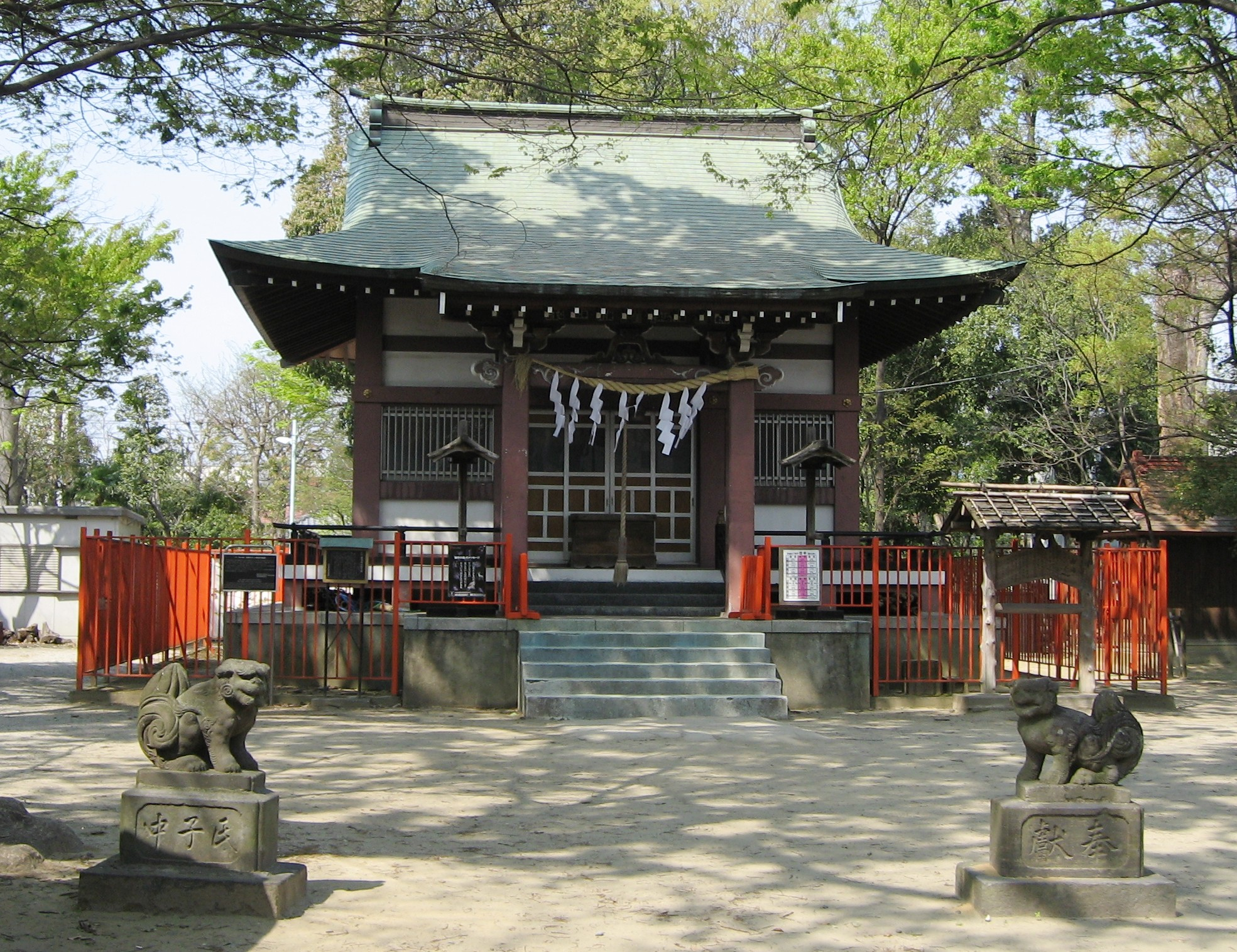
Santuario Aoi

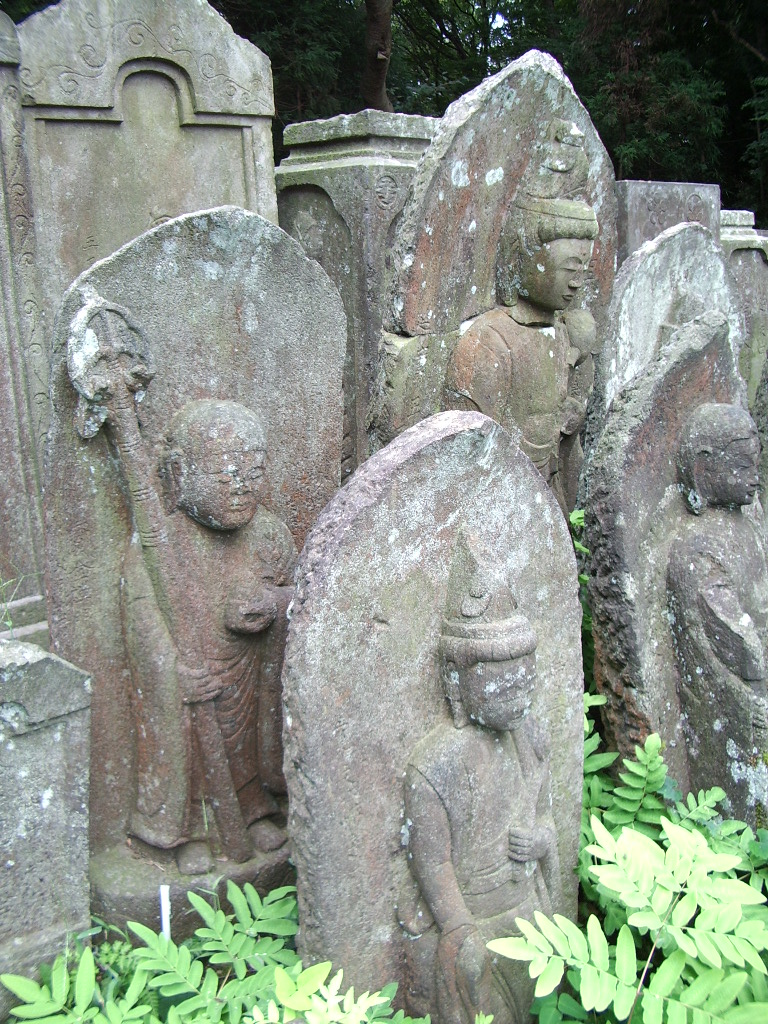
Arigatayama

## Sitios de interés
- Yomiuri Land
- Parque Central de Inagi
- Parque Shiroyama
- Parque Miharashi Ryokuchi
- Arigatayama
- Santuario Anazawaten
- Santuario Ōmatono Tsunoten
- Santuario Aoi
- Santuario Tate
- Fukankō